# Vera Demberg

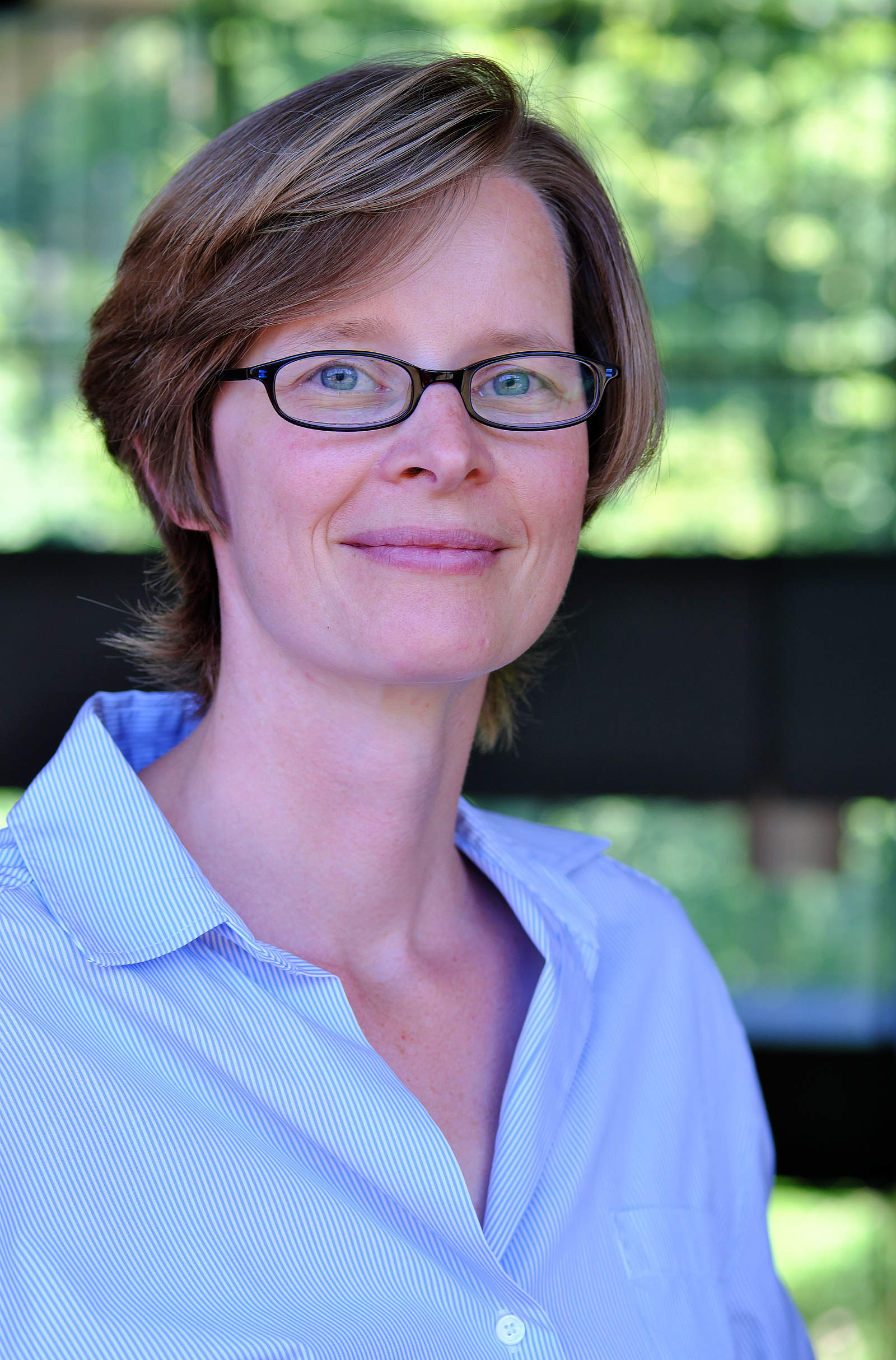
Vera Demberg (2020)

Vera Demberg (* 1981) ist eine deutsche Computerlinguistin und Professorin für Informatik und Computerlinguistik an der Universität des Saarlandes.
Ihre Forschungsinteressen sind kognitive Modelle des menschlichen Sprachverständnisses, Erzeugung natürlicher Sprache, experimentelle Psycholinguistik, multimodale Sprachverarbeitung in einem Dual-Task-Setting sowie experimentelle und computergestützte Diskursforschung und Pragmatik.

## Werdegang
Vera Demberg studierte von 2001 bis 2006 Computerlinguistik am Institut für Maschinelle Sprachverarbeitung der Universität Stuttgart. Danach absolvierte sie von 2004 bis 2005 einen Master in Künstlicher Intelligenz an der University of Edinburgh.
An der dortigen Fakultät für Informatik promovierte sie von 2006 bis 2010. Ihre Dissertationsschrift mit dem Titel „Broad-Coverage Model of Prediction in Human Sentence Processing“ wurde 2011 mit dem „Glushko Dissertation Prize in Cognitive Science“ der Cognitive Science Society ausgezeichnet. In ihrer Arbeit hat sie ein Model dem menschlichen Satzverarbeitung entworfen, mit der Schwierigkeiten bei der Verarbeitung auf syntaktischer Ebene vorhergesagt werden können.
Von 2010 bis 2016 leitete Vera Demberg eine unabhängige Forschungsgruppe zu kognitiven Modellen der menschlichen Sprachverarbeitung und ihrer Anwendung auf Sprachdialogsysteme im Exzellenzcluster „Multimodal Computing and Interaction“ an der Universität des Saarlandes.
2016 wurde sie dort auf eine W2-Professur für Informatik und Computerlinguistik berufen, die ab 2021 in eine W3-Professur überging. Dembergs Professur ist in der Fachrichtung Informatik (Fakultät für Mathematik und Informatik) angesiedelt. Sie ist zudem kooptierte Professorin in der Fachrichtung Sprachwissenschaft und Sprachtechnologie (Philosophische Fakultät).
Seit 2020 leitet sie den ERC Starting Grant „Individualized Interaction in Discourse“. In dem Projekt wird daran geforscht, wie die sprachliche Interaktion mit Computersystemen natürlicher gestaltet werden kann.
Laut Google Scholar hat Vera Demberg einen h-index von 33 (Stand März 2024).

## Auszeichnungen
- 2011: Cognitive Science Society Glushko Dissertation Prize in Cognitive Science[3]
- 2020: ERC Starting Grant „Individualized Interaction in Discourse“[8]
- 2024: Mitglied der Akademie der Wissenschaften und der Literatur[9]